# Interlands Kazachs voetbalelftal 2000-2009
Deze pagina toont een chronologisch en gedetailleerd overzicht van de interlands die het Kazachs voetbalelftal speelde in de periode 2000 – 2009. De voormalige Sovjet-republiek stapte in 2002 over van de Aziatische voetbalbond (AFC) naar de Europese voetbalbond (UEFA).

## Interlands

### 2000
|                                                    |         |                  |            |                                                                          |
| 20 maart Vriendschappelijk № 39 «onderlinge duels» | Bahrein | 0 – 1            | Kazachstan | Al Ahli Stadion, Manamah Toeschouwers: onbekend Scheidsrechter: onbekend |
| 20 maart Vriendschappelijk № 39 «onderlinge duels» |         | ??' Igor Avdeyev |            | Al Ahli Stadion, Manamah Toeschouwers: onbekend Scheidsrechter: onbekend |

|                                                        |          |                  |            |                                                                        |
| 31 maart Asia Cup kwalificatie № 40 «onderlinge duels» | Jordanië | 0 – 1            | Kazachstan | Al-Sadd Stadion, Doha Toeschouwers: 4.500 Scheidsrechter: Jun Lu (CHN) |
| 31 maart Asia Cup kwalificatie № 40 «onderlinge duels» |          | 10' Igor Avdeyev |            | Al-Sadd Stadion, Doha Toeschouwers: 4.500 Scheidsrechter: Jun Lu (CHN) |

|                                                       |                                                                  |       |                  |                                                                              |
| 2 april Asia Cup kwalificatie № 41 «onderlinge duels» | Qatar                                                            | 3 – 1 | Kazachstan       | Al-Sadd Stadion, Doha Toeschouwers: 6.000 Scheidsrechter: Jalal Moradi (IRN) |
| 2 april Asia Cup kwalificatie № 41 «onderlinge duels» | Yasser Nazmi 36' Mubarak Mustafa 39' Mohammed Salem Al-Enazi 73' |       | 82' Igor Avdeyev | Al-Sadd Stadion, Doha Toeschouwers: 6.000 Scheidsrechter: Jalal Moradi (IRN) |

|                                                       |           |                                           |            |                                                                              |
| 6 april Asia Cup kwalificatie № 42 «onderlinge duels» | Palestina | 0 – 2                                     | Kazachstan | Al-Sadd Stadion, Doha Toeschouwers: 2.500 Scheidsrechter: Jalal Moradi (IRN) |
| 6 april Asia Cup kwalificatie № 42 «onderlinge duels» |           | 38' Askhat Kadyrkulov 90' Oleg Litvinenko |            | Al-Sadd Stadion, Doha Toeschouwers: 2.500 Scheidsrechter: Jalal Moradi (IRN) |

|                                                       |                                                                                    |       |          |                                                                              |
| 8 april Asia Cup kwalificatie № 43 «onderlinge duels» | Kazachstan                                                                         | 4 – 0 | Pakistan | Al-Sadd Stadion, Doha Toeschouwers: 3.000 Scheidsrechter: Jalal Moradi (IRN) |
| 8 april Asia Cup kwalificatie № 43 «onderlinge duels» | Viktor Zoebarev 21' Viktor Zoebarev 43' Andrey Kucheryavyh 61' Aleksey Klishin 72' |       |          | Al-Sadd Stadion, Doha Toeschouwers: 3.000 Scheidsrechter: Jalal Moradi (IRN) |

|                                              |                                                  |       |            |                                                                                        |
| 24 mei West Asia Cup № 44 «onderlinge duels» | Iran                                             | 3 – 0 | Kazachstan | Koning Abdullah Stadion, Amman Toeschouwers: 2.000 Scheidsrechter: Salem Mujghef (JOR) |
| 24 mei West Asia Cup № 44 «onderlinge duels» | Ali Karimi 6' Vahid Hashemian 45' Ali Karimi 73' |       |            | Koning Abdullah Stadion, Amman Toeschouwers: 2.000 Scheidsrechter: Salem Mujghef (JOR) |

|                                              |                                                                                       |       |            |                                                                                             |
| 26 mei West Asia Cup № 45 «onderlinge duels» | Syrië                                                                                 | 4 – 0 | Kazachstan | Koning Abdullah Stadion, Amman Toeschouwers: 2.000 Scheidsrechter: Hazim Hussein Issa (IRQ) |
| 26 mei West Asia Cup № 45 «onderlinge duels» | Ahmad Azzam 26' Mohammad Al-Boushi 56' Nihad Al Haj Mustafa 57' Mohammed Al-Bitar 82' |       |            | Koning Abdullah Stadion, Amman Toeschouwers: 2.000 Scheidsrechter: Hazim Hussein Issa (IRQ) |

|                                              |                                    |       |                                                                       |                                                                                        |
| 28 mei West Asia Cup № 46 «onderlinge duels» | Palestina                          | 2 – 3 | Kazachstan                                                            | Koning Abdullah Stadion, Amman Toeschouwers: 3.000 Scheidsrechter: Salem Mujghef (JOR) |
| 28 mei West Asia Cup № 46 «onderlinge duels» | Fadi Al-Diab 55' Adel Al-Faran 83' |       | 29' Askhat Kadyrkulov 44' Vyacheslav Bogatyryov 88' Askhat Kadyrkulov | Koning Abdullah Stadion, Amman Toeschouwers: 3.000 Scheidsrechter: Salem Mujghef (JOR) |

|                                                     |                          |       |            |                                                                                        |
| 7 oktober Vriendschappelijk № 47 «onderlinge duels» | Saoedi-Arabië            | 1 – 0 | Kazachstan | Koning Abdullah Stadion, Amman Toeschouwers: 3.000 Scheidsrechter: Salem Mujghef (JOR) |
| 7 oktober Vriendschappelijk № 47 «onderlinge duels» | Doelpuntenmaker onbekend |       |            | Koning Abdullah Stadion, Amman Toeschouwers: 3.000 Scheidsrechter: Salem Mujghef (JOR) |

|                                                       |                           |       |                                                |                                                                              |
| 10 december Vriendschappelijk № 48 «onderlinge duels» | VA Emiraten               | 5 – 2 | Kazachstan                                     | Zayed Sports City, Abu Dhabi Toeschouwers: onbekend Scheidsrechter: onbekend |
| 10 december Vriendschappelijk № 48 «onderlinge duels» | Doelpuntenmakers onbekend |       | 11' Roeslan Baltiev 76' (pen.) Roeslan Baltiev | Zayed Sports City, Abu Dhabi Toeschouwers: onbekend Scheidsrechter: onbekend |

### 2001
|                                                            |       | |            |                                                                                    |
| 12 april WK-kwalificatie № 49 «onderlinge duels» 17:00 uur | Nepal | 0 – 6 | Kazachstan | Al-Shaab Stadion, Bagdad Toeschouwers: 45.000 Scheidsrechter: Mohammed Kousa (SYR) |
| 12 april WK-kwalificatie № 49 «onderlinge duels» 17:00 uur |       | 11' Oleg Litvinenko 21' Rafael Urazbakhtin 28' Oleg Litvinenko 73' Yevgeniy Lunev 75' Roeslan Baltiev 82' (pen.) Askhat Kadyrkulov |            | Al-Shaab Stadion, Bagdad Toeschouwers: 45.000 Scheidsrechter: Mohammed Kousa (SYR) |

|                                                            |                                                               |       |       |                                                                                   |
| 14 april WK-kwalificatie № 50 «onderlinge duels» 17:00 uur | Kazachstan                                                    | 3 – 0 | Macau | Al-Shaab Stadion, Bagdad Toeschouwers: 15.000 Scheidsrechter: Kim Tae-Young (KOR) |
| 14 april WK-kwalificatie № 50 «onderlinge duels» 17:00 uur | Igor Avdeyev 11' Oleg Litvinenko 57' Konstantin Gorovenka 68' |       |       | Al-Shaab Stadion, Bagdad Toeschouwers: 15.000 Scheidsrechter: Kim Tae-Young (KOR) |

|                                                            |                                |       |                    |                                                                                   |
| 16 april WK-kwalificatie № 51 «onderlinge duels» 19:15 uur | Irak                           | 1 – 1 | Kazachstan         | Al-Shaab Stadion, Bagdad Toeschouwers: 50.000 Scheidsrechter: Kim Tae-Young (KOR) |
| 16 april WK-kwalificatie № 51 «onderlinge duels» 19:15 uur | Abdul-Wahab Al-Hail 31' (pen.) |       | 6' Roeslan Baltiev | Al-Shaab Stadion, Bagdad Toeschouwers: 50.000 Scheidsrechter: Kim Tae-Young (KOR) |

|                                                            |                                                                                                 |       |       |                                                                                       |
| 21 april WK-kwalificatie № 52 «onderlinge duels» 16:00 uur | Kazachstan                                                                                      | 4 – 0 | Nepal | Centraal Stadion, Almaty Toeschouwers: 15.000 Scheidsrechter: Abdulla Al-Bannai (UAE) |
| 21 april WK-kwalificatie № 52 «onderlinge duels» 16:00 uur | Maksim Shevchenko 43' Roeslan Baltiev 69' (pen.) Maksim Shevchenko 73' Konstantin Gorovenka 87' |       |       | Centraal Stadion, Almaty Toeschouwers: 15.000 Scheidsrechter: Abdulla Al-Bannai (UAE) |

|                                                            |       |                                                                                                |            |                                                                                   |
| 23 april WK-kwalificatie № 53 «onderlinge duels» 16:00 uur | Macau | 0 – 5                                                                                          | Kazachstan | Centraal Stadion, Almaty Toeschouwers: 8.000 Scheidsrechter: Balu Sundarraj (IND) |
| 23 april WK-kwalificatie № 53 «onderlinge duels» 16:00 uur |       | 50' Dmitri Bjakov 51' Igor Avdeyev 70' Dmitri Bjakov 72' Igor Avdeyev 83' Konstantin Gorovenka |            | Centraal Stadion, Almaty Toeschouwers: 8.000 Scheidsrechter: Balu Sundarraj (IND) |

|                                                            |                     |       |                    |                                                                                      |
| 25 april WK-kwalificatie № 54 «onderlinge duels» 19:00 uur | Kazachstan          | 1 – 1 | Irak               | Centraal Stadion, Almaty Toeschouwers: 25.000 Scheidsrechter: Mongkol Rungklay (THA) |
| 25 april WK-kwalificatie № 54 «onderlinge duels» 19:00 uur | Oleg Litvinenko 32' |       | 42' Haidar Mahmoud | Centraal Stadion, Almaty Toeschouwers: 25.000 Scheidsrechter: Mongkol Rungklay (THA) |

|                                                       |         |       |            |                                                                                  |
| 14 november Vriendschappelijk № 55 «onderlinge duels» | Estland | 0 – 0 | Kazachstan | Lilleküla Stadion, Tallinn Toeschouwers: 500 Scheidsrechter: Margus Kotter (EST) |
| 14 november Vriendschappelijk № 55 «onderlinge duels» |         |       |            | Lilleküla Stadion, Tallinn Toeschouwers: 500 Scheidsrechter: Margus Kotter (EST) |

### 2002
|                                                    |                                                    |       |                       |                                                                                          |
| 17 april Vriendschappelijk № 56 «onderlinge duels» | Letland                                            | 2 – 1 | Kazachstan            | Pilsetas Stadion, Ventspils Toeschouwers: 2.000 Scheidsrechter: Paulyus Maljinskas (LTU) |
| 17 april Vriendschappelijk № 56 «onderlinge duels» | Mihails Zemlinskis 75' (pen.) Andrejs Stolcers 89' |       | 45' Maxim Schevchenko | Pilsetas Stadion, Ventspils Toeschouwers: 2.000 Scheidsrechter: Paulyus Maljinskas (LTU) |

|                                                  |                     |       |                  |                                                                                    |
| 7 juli Vriendschappelijk № 57 «onderlinge duels» | Kazachstan          | 1 – 1 | Estland          | Centraal Stadion, Almaty Toeschouwers: 15.000 Scheidsrechter: Sergei Kapanin (KAZ) |
| 7 juli Vriendschappelijk № 57 «onderlinge duels» | Oleg Litvinenko 39' |       | 42' Meelis Rooba | Centraal Stadion, Almaty Toeschouwers: 15.000 Scheidsrechter: Sergei Kapanin (KAZ) |

### 2003
|                                                                 |                                        |       |                                           |                                                                                 |
| 12 februari Vriendschappelijk № 58 «onderlinge duels» 18:30 uur | Malta                                  | 2 – 2 | Kazachstan                                | Ta' Qali Stadium, Ta' Qali Toeschouwers: 200 Scheidsrechter: René Rogalla (SUI) |
| 12 februari Vriendschappelijk № 58 «onderlinge duels» 18:30 uur | Daniel Bogdanović 16' Chucks Nwoko 61' |       | 71' Maxim Schevchenko 83' Evgeniy Tarasov | Ta' Qali Stadium, Ta' Qali Toeschouwers: 200 Scheidsrechter: René Rogalla (SUI) |

|                                                              |                                                               |       |                                       |                                                                                |
| 27 april Vriendschappelijk № 59 «onderlinge duels» 16:00 uur | Faeröer                                                       | 3 – 2 | Kazachstan                            | Svangaskarð, Toftir Toeschouwers: 420 Scheidsrechter: Kristinn Jákobsson (ISL) |
| 27 april Vriendschappelijk № 59 «onderlinge duels» 16:00 uur | Jákup á Borg 16' (pen.) John Petersen 45' Heðin á Lakjuni 49' |       | 55' Evgheni Lunev 75' Daniyar Mukanov | Svangaskarð, Toftir Toeschouwers: 420 Scheidsrechter: Kristinn Jákobsson (ISL) |

|                                                              |                                          |       |                            |                                                                           |
| 29 april Vriendschappelijk № 60 «onderlinge duels» 18:45 uur | Faeröer                                  | 2 – 1 | Kazachstan                 | Tórsvøll, Tórshavn Toeschouwers: 800 Scheidsrechter: Bragi Bergmann (ISL) |
| 29 april Vriendschappelijk № 60 «onderlinge duels» 18:45 uur | Andrew av Fløtum 65' Julian Johnsson 75' |       | 5' (pen.) Jevgeni Lovtsjev | Tórsvøll, Tórshavn Toeschouwers: 800 Scheidsrechter: Bragi Bergmann (ISL) |

|                                                            |                                                                      |       |            |                                                                                    |
| 6 juni Vriendschappelijk № 61 «onderlinge duels» 20:15 uur | Polen                                                                | 3 – 0 | Kazachstan | Stadion Miejski, Poznań Toeschouwers: 5.000 Scheidsrechter: Knud Erik Fisker (DEN) |
| 6 juni Vriendschappelijk № 61 «onderlinge duels» 20:15 uur | Artur Wichniarek 2' Tomasz Dawidowski 51' Jacek Krzynówek 82' (pen.) |       |            | Stadion Miejski, Poznań Toeschouwers: 5.000 Scheidsrechter: Knud Erik Fisker (DEN) |

|                                                                 |           |       |            | |
| 20 augustus Vriendschappelijk № 62 «onderlinge duels» 21:00 uur | Portugal  | 1 – 0 | Kazachstan | Estádio Municipal de Chaves, Chaves Toeschouwers: 8.000 Scheidsrechter: Julián Rodríguez Santiago (ESP) |
| 20 augustus Vriendschappelijk № 62 «onderlinge duels» 21:00 uur | Simão 65' |       |            | Estádio Municipal de Chaves, Chaves Toeschouwers: 8.000 Scheidsrechter: Julián Rodríguez Santiago (ESP) |

### 2004
|                                                       |                    |       |                                                       |                                                                                                   |
| 18 februari Vriendschappelijk № 63 «onderlinge duels» | Kazachstan         | 1 – 3 | Letland                                               | Antonis Papadopoulos Stadion, Larnaca Toeschouwers: 151 Scheidsrechter: Kostas Konstantinou (CYP) |
| 18 februari Vriendschappelijk № 63 «onderlinge duels» | Yuriy Aksyonov 23' |       | 40' Marian Pahars 45' Juris Laizāns 56' Juris Laizāns | Antonis Papadopoulos Stadion, Larnaca Toeschouwers: 151 Scheidsrechter: Kostas Konstantinou (CYP) |

|                                                       |                                                               |       |                                                                          |                                                                                      |
| 19 februari Vriendschappelijk № 64 «onderlinge duels» | Armenië                                                       | 3 – 3 | Kazachstan                                                               | Pafiako Stadion, Paphos Toeschouwers: 100 Scheidsrechter: Panayiotis Gerasimou (CYP) |
| 19 februari Vriendschappelijk № 64 «onderlinge duels» | Galust Petrosyan 52' Artavazd Karamyan 72' Arman Karamyan 82' |       | 52' Nurbol Zhumaskaliyev 75' Nurbol Zhumaskaliyev 76' Andrey Finonchenko | Pafiako Stadion, Paphos Toeschouwers: 100 Scheidsrechter: Panayiotis Gerasimou (CYP) |

|                                                       |                                         |       |                    |                                                                                        |
| 21 februari Vriendschappelijk № 65 «onderlinge duels» | Cyprus                                  | 2 – 1 | Kazachstan         | Tsirion Athletic Center, Limassol Toeschouwers: 300 Scheidsrechter: Roman Lajuks (LAT) |
| 21 februari Vriendschappelijk № 65 «onderlinge duels» | Kostas Haralambidis 2' Hrysis Mihail 9' |       | 70' Roman Oezdenov | Tsirion Athletic Center, Limassol Toeschouwers: 300 Scheidsrechter: Roman Lajuks (LAT) |

|                                                    |                                          |       |                                                      |                                                                                         |
| 28 april Vriendschappelijk № 66 «onderlinge duels» | Kazachstan                               | 2 – 3 | Azerbeidzjan                                         | Centraal Stadion, Almaty Toeschouwers: 20.000 Scheidsrechter: Kadyrbek Chynybekov (KGZ) |
| 28 april Vriendschappelijk № 66 «onderlinge duels» | Andrei Karpovich 56' Yevgeniy Lunyov 80' |       | 33' Nadyr Nabiev 60' Emin Guliyev 85' Rashad Sadygov | Centraal Stadion, Almaty Toeschouwers: 20.000 Scheidsrechter: Kadyrbek Chynybekov (KGZ) |

|                                                               |                      |       |                                      |                                                                                   |
| 8 september WK-kwalificatie № 67 «onderlinge duels» 18:00 uur | Kazachstan           | 1 – 2 | Oekraïne                             | Centraal Stadion, Almaty Toeschouwers: 23.000 Scheidsrechter: Pedro Proença (POR) |
| 8 september WK-kwalificatie № 67 «onderlinge duels» 18:00 uur | Andrei Karpovich 34' |       | 14' Oleksiy Byelik 90' Roeslan Rotan | Centraal Stadion, Almaty Toeschouwers: 23.000 Scheidsrechter: Pedro Proença (POR) |

|                                                             |                                                                            |       |            |                                                                                               |
| 9 oktober WK-kwalificatie № 68 «onderlinge duels» 20:00 uur | Turkije                                                                    | 4 – 0 | Kazachstan | Şükrü Saracoğlu Stadion, Istanboel Toeschouwers: 39.900 Scheidsrechter: Vladimír Hriňák (SVK) |
| 9 oktober WK-kwalificatie № 68 «onderlinge duels» 20:00 uur | Gökdeniz Karadeniz 17' Nihat Kahveci 50' Fatih Tekke 90' Fatih Tekke 90+3' |       |            | Şükrü Saracoğlu Stadion, Istanboel Toeschouwers: 39.900 Scheidsrechter: Vladimír Hriňák (SVK) |

|                                                              |            |                 |         |                                                                                    |
| 13 oktober WK-kwalificatie № 69 «onderlinge duels» 20:00 uur | Kazachstan | 0 – 1           | Albanië | Centraal Stadion, Almaty Toeschouwers: 12.300 Scheidsrechter: Fritz Stuchlik (AUT) |
| 13 oktober WK-kwalificatie № 69 «onderlinge duels» 20:00 uur |            | 61' Alban Bushi |         | Centraal Stadion, Almaty Toeschouwers: 12.300 Scheidsrechter: Fritz Stuchlik (AUT) |

|                                                               |                                                                      |       |                     |                                                                                             |
| 17 november WK-kwalificatie № 70 «onderlinge duels» 21:30 uur | Griekenland                                                          | 3 – 1 | Kazachstan          | Karaiskakis Stadion, Piraeus Toeschouwers: 31.838 Scheidsrechter: Kostadin Kostadinov (BUL) |
| 17 november WK-kwalificatie № 70 «onderlinge duels» 21:30 uur | Angelos Charisteas 24' Angelos Charisteas 46' Kostas Katsouranis 85' |       | 88' Roeslan Baltiev | Karaiskakis Stadion, Piraeus Toeschouwers: 31.838 Scheidsrechter: Kostadin Kostadinov (BUL) |

### 2005
|                                                      |                                                             |       |            |                                                                                  |
| 29 januari Vriendschappelijk № 71 «onderlinge duels» | Japan                                                       | 4 – 0 | Kazachstan | Nissan Stadion, Yokohama Toeschouwers: 46.941 Scheidsrechter: Sang Gu Park (KOR) |
| 29 januari Vriendschappelijk № 71 «onderlinge duels» | Keiji Tamada 5' Naoki Matsuda 11' Alex 24' Keiji Tamada 60' |       |            | Nissan Stadion, Yokohama Toeschouwers: 46.941 Scheidsrechter: Sang Gu Park (KOR) |

|                                                            |                                                         |       |            |                                                                                       |
| 26 maart WK-kwalificatie № 72 «onderlinge duels» 20:00 uur | Denemarken                                              | 3 – 0 | Kazachstan | Idrætsparken, Kopenhagen Toeschouwers: 20.980 Scheidsrechter: Grzegorz Gilewski (POL) |
| 26 maart WK-kwalificatie № 72 «onderlinge duels» 20:00 uur | Peter Møller 10' Peter Møller 48' Christian Poulsen 33' |       |            | Idrætsparken, Kopenhagen Toeschouwers: 20.980 Scheidsrechter: Grzegorz Gilewski (POL) |

|                                                          |                                               |       |            |                                                                                |
| 4 juni WK-kwalificatie № 73 «onderlinge duels» 19:15 uur | Oekraïne                                      | 2 – 0 | Kazachstan | NSK Olimpiejsky, Kiev Toeschouwers: 45.000 Scheidsrechter: Gerald Lehner (AUT) |
| 4 juni WK-kwalificatie № 73 «onderlinge duels» 19:15 uur | Andrij Sjevtsjenko 18' Igor Avdeev 83' (e.d.) |       |            | NSK Olimpiejsky, Kiev Toeschouwers: 45.000 Scheidsrechter: Gerald Lehner (AUT) |

|                                                          |            | |         |                                                                                   |
| 8 juni WK-kwalificatie № 74 «onderlinge duels» 21:00 uur | Kazachstan | 0 – 6 | Turkije | Centraal Stadion, Almaty Toeschouwers: 20.000 Scheidsrechter: Viktor Kassai (HUN) |
| 8 juni WK-kwalificatie № 74 «onderlinge duels» 21:00 uur |            | 13' Fatih Tekke 15' İbrahim Toraman 41' Tuncay Şanlı 85' Fatih Tekke 88' Halil Altıntop 90' Tuncay Şanlı |         | Centraal Stadion, Almaty Toeschouwers: 20.000 Scheidsrechter: Viktor Kassai (HUN) |

|                                                               |                          |       |                                             |                                                                                     |
| 17 augustus WK-kwalificatie № 75 «onderlinge duels» 14:00 uur | Kazachstan               | 1 – 2 | Georgië                                     | Centraal Stadion, Almaty Toeschouwers: 9.000 Scheidsrechter: Richard Havrilla (SVK) |
| 17 augustus WK-kwalificatie № 75 «onderlinge duels» 14:00 uur | Daniyar Kenzhekhanov 23' |       | 50' Georgi Demetradze 82' Georgi Demetradze | Centraal Stadion, Almaty Toeschouwers: 9.000 Scheidsrechter: Richard Havrilla (SVK) |

|                                                               |                                      |       |                      |                                                                                       |
| 3 september WK-kwalificatie № 76 «onderlinge duels» 20:00 uur | Albanië                              | 2 – 1 | Kazachstan           | Qemal Stafastadion, Tirana Toeschouwers: 3.000 Scheidsrechter: Krzysztof Słupik (POL) |
| 3 september WK-kwalificatie № 76 «onderlinge duels» 20:00 uur | Florian Myrtaj 53' Erjon Bogdani 56' |       | 62' Maksim Nizovtsev | Qemal Stafastadion, Tirana Toeschouwers: 3.000 Scheidsrechter: Krzysztof Słupik (POL) |

|                                                               |                           |       |                                                     |                                                                                     |
| 7 september WK-kwalificatie № 77 «onderlinge duels» 19:00 uur | Kazachstan                | 1 – 2 | Griekenland                                         | Centraal Stadion, Almaty Toeschouwers: 18.000 Scheidsrechter: Alexandru Tudor (ROM) |
| 7 september WK-kwalificatie № 77 «onderlinge duels» 19:00 uur | Maksim Zhalmagambetov 53' |       | 78' Stelios Giannakopoulos 90+4' Nikos Liberopoulos | Centraal Stadion, Almaty Toeschouwers: 18.000 Scheidsrechter: Alexandru Tudor (ROM) |

|                                                             |         |       |            |                                                                                     |
| 8 oktober WK-kwalificatie № 78 «onderlinge duels» 18:00 uur | Georgië | 0 – 0 | Kazachstan | Boris Paitsjadzestadion, Tbilisi Toeschouwers: — Scheidsrechter: Jouni Hyytiä (FIN) |
| 8 oktober WK-kwalificatie № 78 «onderlinge duels» 18:00 uur |         |       |            | Boris Paitsjadzestadion, Tbilisi Toeschouwers: — Scheidsrechter: Jouni Hyytiä (FIN) |

|                                                              |                      |       |                                             |                                                                                  |
| 12 oktober WK-kwalificatie № 79 «onderlinge duels» 22:00 uur | Kazachstan           | 1 – 2 | Denemarken                                  | Centraal Stadion, Almaty Toeschouwers: 8.050 Scheidsrechter: Edo Trivković (CRO) |
| 12 oktober WK-kwalificatie № 79 «onderlinge duels» 22:00 uur | Aleksandr Kuchma 86' |       | 46' Michael Gravgaard 49' Jon Dahl Tomasson | Centraal Stadion, Almaty Toeschouwers: 8.050 Scheidsrechter: Edo Trivković (CRO) |

### 2006
|                                                       |                                     |       |            |                                                                                    |
| 14 februari Vriendschappelijk № 80 «onderlinge duels» | Jordanië                            | 2 – 0 | Kazachstan | Amman International Stadium, Amman Toeschouwers: onbekend Scheidsrechter: onbekend |
| 14 februari Vriendschappelijk № 80 «onderlinge duels» | Rafat Ali Jaber 13' Hattem Aqel 53' |       |            | Amman International Stadium, Amman Toeschouwers: onbekend Scheidsrechter: onbekend |

|                                                       |            |       |             |                                                                 |
| 24 februari Vriendschappelijk № 81 «onderlinge duels» | Kazachstan | 0 – 0 | Noord-Korea | GSZ Stadion, Larnaca Toeschouwers: 120 Scheidsrechter: onbekend |
| 24 februari Vriendschappelijk № 81 «onderlinge duels» |            |       |             | GSZ Stadion, Larnaca Toeschouwers: 120 Scheidsrechter: onbekend |

|                                                                 |         |       |            |                                                                               |
| 28 februari Vriendschappelijk № 82 «onderlinge duels» 15:00 uur | Finland | 0 – 0 | Kazachstan | GSZ Stadion, Larnaca Toeschouwers: 100 Scheidsrechter: Leontios Trattos (CYP) |
| 28 februari Vriendschappelijk № 82 «onderlinge duels» 15:00 uur |         |       |            | GSZ Stadion, Larnaca Toeschouwers: 100 Scheidsrechter: Leontios Trattos (CYP) |

|                                                   |                                                   |       |            |                                                                               |
| 1 maart Vriendschappelijk № 83 «onderlinge duels» | Griekenland                                       | 2 – 0 | Kazachstan | GSP Stadion, Nicosia Toeschouwers: 2.000 Scheidsrechter: Panikos Kailis (CYP) |
| 1 maart Vriendschappelijk № 83 «onderlinge duels» | Georgios Samaras 68' Stelios Giannakopoulos 90+1' |       |            | GSP Stadion, Nicosia Toeschouwers: 2.000 Scheidsrechter: Panikos Kailis (CYP) |

|                                                  |                                                                                          |       |                  |                                                                          |
| 2 juli Vriendschappelijk № 84 «onderlinge duels» | Kazachstan                                                                               | 4 – 1 | Tadzjikistan     | Centraal Stadion, Almaty Toeschouwers: onbekend Scheidsrechter: onbekend |
| 2 juli Vriendschappelijk № 84 «onderlinge duels» | Nurbol Zhumaskaliyev 22' Aleksandr Familtsev 40' Aleksandr Kuchma 63' Murat Tileshev 90' |       | 75' Kamil Saidov | Centraal Stadion, Almaty Toeschouwers: onbekend Scheidsrechter: onbekend |

|                                                  |                            |       |          |                                                                                   |
| 5 juli Vriendschappelijk № 85 «onderlinge duels» | Kazachstan                 | 1 – 0 | Kirgizië | Centraal Stadion, Almaty Toeschouwers: 1.800 Scheidsrechter: Nail Lutfullin (UZB) |
| 5 juli Vriendschappelijk № 85 «onderlinge duels» | Roeslan Baltiev 20' (pen.) |       |          | Centraal Stadion, Almaty Toeschouwers: 1.800 Scheidsrechter: Nail Lutfullin (UZB) |

|                                                               |        |       |            |                                                                                                |
| 16 augustus EK-kwalificatie № 86 «onderlinge duels» 19:45 uur | België | 0 – 0 | Kazachstan | Constant Vanden Stockstadion, Brussel Toeschouwers: 15.495 Scheidsrechter: Mark Courtney (NIR) |
| 16 augustus EK-kwalificatie № 86 «onderlinge duels» 19:45 uur |        |       |            | Constant Vanden Stockstadion, Brussel Toeschouwers: 15.495 Scheidsrechter: Mark Courtney (NIR) |

|                                                               |                       |       |                   |                                                                                       |
| 6 september EK-kwalificatie № 87 «onderlinge duels» 19:00 uur | Azerbeidzjan          | 1 – 1 | Kazachstan        | Tofik Bakhramov Stadion, Bakoe Toeschouwers: 18.000 Scheidsrechter: Zsolt Szabo (HUN) |
| 6 september EK-kwalificatie № 87 «onderlinge duels» 19:00 uur | André Luiz Ladaga 16' |       | 36' Dmitri Bjakov | Tofik Bakhramov Stadion, Bakoe Toeschouwers: 18.000 Scheidsrechter: Zsolt Szabo (HUN) |

|                                                             |            |                        |       |                                                                                   |
| 7 oktober EK-kwalificatie № 88 «onderlinge duels» 17:00 uur | Kazachstan | 0 – 1                  | Polen | Centraal Stadion, Almaty Toeschouwers: 20.000 Scheidsrechter: Edo Trivković (CRO) |
| 7 oktober EK-kwalificatie № 88 «onderlinge duels» 17:00 uur |            | 52' Euzebiusz Smolarek |       | Centraal Stadion, Almaty Toeschouwers: 20.000 Scheidsrechter: Edo Trivković (CRO) |

|                                                              |            |                                   |         |                                                                                         |
| 12 oktober EK-kwalificatie № 89 «onderlinge duels» 18:00 uur | Kazachstan | 0 – 2                             | Finland | Centraal Stadion, Almaty Toeschouwers: 17.000 Scheidsrechter: Athanassios Briakos (GRE) |
| 12 oktober EK-kwalificatie № 89 «onderlinge duels» 18:00 uur |            | 27' Jari Litmanen 65' Sami Hyypiä |         | Centraal Stadion, Almaty Toeschouwers: 17.000 Scheidsrechter: Athanassios Briakos (GRE) |

|                                                               |                                                          |       |            |                                                                                            |
| 15 november EK-kwalificatie № 90 «onderlinge duels» 21:00 uur | Portugal                                                 | 3 – 0 | Kazachstan | Estádio Cidade de Coimbra, Coimbra Toeschouwers: 27.000 Scheidsrechter: René Rogalla (SUI) |
| 15 november EK-kwalificatie № 90 «onderlinge duels» 21:00 uur | Simão Sabrosa 8' Cristiano Ronaldo 30' Simão Sabrosa 86' |       |            | Estádio Cidade de Coimbra, Coimbra Toeschouwers: 27.000 Scheidsrechter: René Rogalla (SUI) |

|                                                |           |       |            |                                                                               |
| 24 december King's Cup № 91 «onderlinge duels» | Singapore | 0 – 0 | Kazachstan | Supachalasai Stadion, Bangkok Toeschouwers: onbekend Scheidsrechter: onbekend |
| 24 december King's Cup № 91 «onderlinge duels» |           |       |            | Supachalasai Stadion, Bangkok Toeschouwers: onbekend Scheidsrechter: onbekend |

|                                                |                                   |       |                          |                                                                               |
| 26 december King's Cup № 92 «onderlinge duels» | Vietnam                           | 2 – 1 | Kazachstan               | Supachalasai Stadion, Bangkok Toeschouwers: onbekend Scheidsrechter: onbekend |
| 26 december King's Cup № 92 «onderlinge duels» | Le Hong Minh 21' Le Cong Vinh 90' |       | 55' Murat Suyumagambetov | Supachalasai Stadion, Bangkok Toeschouwers: onbekend Scheidsrechter: onbekend |

|                                                |                                       |       |                                          |                                                                               |
| 28 december King's Cup № 93 «onderlinge duels» | Thailand                              | 2 – 2 | Kazachstan                               | Supachalasai Stadion, Bangkok Toeschouwers: onbekend Scheidsrechter: onbekend |
| 28 december King's Cup № 93 «onderlinge duels» | Suchao Nuthnum 41' Pipat Tonkanya 58' |       | 66' Denis Rodionov 77' Kajrat Asjirbekov | Supachalasai Stadion, Bangkok Toeschouwers: onbekend Scheidsrechter: onbekend |

### 2007
|                                                      |                                  |       |                          |                                                                           |
| 7 februari Vriendschappelijk № 94 «onderlinge duels» | China                            | 2 – 1 | Kazachstan               | Tianhe Stadion, Guangzhou Toeschouwers: onbekend Scheidsrechter: onbekend |
| 7 februari Vriendschappelijk № 94 «onderlinge duels» | Han Peng 30' (pen.) Li Jinyu 48' |       | 16' Murat Suyumagambetov | Tianhe Stadion, Guangzhou Toeschouwers: onbekend Scheidsrechter: onbekend |

|                                                   |                                      |       |          | |
| 7 maart Vriendschappelijk № 95 «onderlinge duels» | Kazachstan                           | 2 – 0 | Kirgizië | Qazhymuqan Mungaytpasuly Stadion, Şımkent Toeschouwers: 4.200 Scheidsrechter: Ravshan Irmatov (UZB) |
| 7 maart Vriendschappelijk № 95 «onderlinge duels» | Dmitri Bjakov 3' Anton Chichulin 68' |       |          | Qazhymuqan Mungaytpasuly Stadion, Şımkent Toeschouwers: 4.200 Scheidsrechter: Ravshan Irmatov (UZB) |

|                                                   |              |                        |            | |
| 9 maart Vriendschappelijk № 96 «onderlinge duels» | Azerbeidzjan | 0 – 1                  | Kazachstan | Qazhymuqan Mungaytpasuly Stadion, Şımkent Toeschouwers: 4.500 Scheidsrechter: Dmitriy Mashentsev (KGZ) |
| 9 maart Vriendschappelijk № 96 «onderlinge duels» |              | 80' Andrey Finonchenko |            | Qazhymuqan Mungaytpasuly Stadion, Şımkent Toeschouwers: 4.500 Scheidsrechter: Dmitriy Mashentsev (KGZ) |

|                                                    |                          |       |                       |                                                                                        |
| 11 maart Vriendschappelijk № 97 «onderlinge duels» | Kazachstan               | 1 – 1 | Oezbekistan           | Centraal Stadion, Almaty Toeschouwers: 11.000 Scheidsrechter: Dmitriy Mashentsev (KGZ) |
| 11 maart Vriendschappelijk № 97 «onderlinge duels» | Murat Suyumagambetov 13' |       | 34' Aleksandr Geynrih | Centraal Stadion, Almaty Toeschouwers: 11.000 Scheidsrechter: Dmitriy Mashentsev (KGZ) |

|                                                            |                                                |       |                  |                                                                                     |
| 24 maart EK-kwalificatie № 98 «onderlinge duels» 19:00 uur | Kazachstan                                     | 2 – 1 | Servië           | Centraal Stadion, Almaty Toeschouwers: 15.000 Scheidsrechter: Vladimír Hriňák (SVK) |
| 24 maart EK-kwalificatie № 98 «onderlinge duels» 19:00 uur | Kajrat Asjirbekov 47' Nurbol Zhumaskaliyev 61' |       | 68' Nikola Žigić | Centraal Stadion, Almaty Toeschouwers: 15.000 Scheidsrechter: Vladimír Hriňák (SVK) |

|                                                          |                            |       |                                                   |                                                                                    |
| 2 juni EK-kwalificatie № 99 «onderlinge duels» 18:00 uur | Kazachstan                 | 1 – 2 | Armenië                                           | Centraal Stadion, Almaty Toeschouwers: 17.100 Scheidsrechter: Pavel Královec (CZE) |
| 2 juni EK-kwalificatie № 99 «onderlinge duels» 18:00 uur | Roeslan Baltiev 88' (pen.) |       | 31' Robert Arzumanyan 39' (pen.) Sarkis Hovsepian | Centraal Stadion, Almaty Toeschouwers: 17.100 Scheidsrechter: Pavel Královec (CZE) |

|                                                           |                     |       |                   |                                                                                      |
| 6 juni EK-kwalificatie № 100 «onderlinge duels» 19:00 uur | Kazachstan          | 1 – 1 | Azerbeidzjan      | Centraal Stadion, Almaty Toeschouwers: 11.800 Scheidsrechter: Albert Toussaint (LUX) |
| 6 juni EK-kwalificatie № 100 «onderlinge duels» 19:00 uur | Roeslan Baltiev 53' |       | 30' Vügar Nadirov | Centraal Stadion, Almaty Toeschouwers: 11.800 Scheidsrechter: Albert Toussaint (LUX) |

|                                                                |                                         |       |                   |                                                                                  |
| 22 augustus EK-kwalificatie № 101 «onderlinge duels» 18:00 uur | Finland                                 | 2 – 1 | Kazachstan        | Ratina Stadion, Tampere Toeschouwers: 13.000 Scheidsrechter: Viktor Kassai (HUN) |
| 22 augustus EK-kwalificatie № 101 «onderlinge duels» 18:00 uur | Aleksej Jerjomenko 13' Teemu Tainio 61' |       | 23' Dmitri Bjakov | Ratina Stadion, Tampere Toeschouwers: 13.000 Scheidsrechter: Viktor Kassai (HUN) |

|                                                        |                        |       |                  |                                                                                        |
| 8 september Vriendschappelijk № 102 «onderlinge duels» | Kazachstan             | 1 – 1 | Tadzjikistan     | Centraal Stadion, Almaty Toeschouwers: 10.000 Scheidsrechter: Emil Busurmankulov (KGZ) |
| 8 september Vriendschappelijk № 102 «onderlinge duels» | Kayrat Nurdauletov 54' |       | 42' Komil Saidov | Centraal Stadion, Almaty Toeschouwers: 10.000 Scheidsrechter: Emil Busurmankulov (KGZ) |

|                                                                 |                                           |       |                                       |                                                                                     |
| 12 september EK-kwalificatie № 103 «onderlinge duels» 21:00 uur | Kazachstan                                | 2 – 2 | België                                | Centraal Stadion, Almaty Toeschouwers: 18.000 Scheidsrechter: Alexandru Tudor (ROM) |
| 12 september EK-kwalificatie № 103 «onderlinge duels» 21:00 uur | Dmitri Bjakov 39' Samat Smakov 77' (pen.) |       | 13' Karel Geraerts 24' Kevin Mirallas | Centraal Stadion, Almaty Toeschouwers: 18.000 Scheidsrechter: Alexandru Tudor (ROM) |

|                                                               |                                                                      |       |                   |                                                                                              |
| 13 oktober EK-kwalificatie № 104 «onderlinge duels» 20:30 uur | Polen                                                                | 3 – 1 | Kazachstan        | Stadion Wojska Polskiego, Warschau Toeschouwers: 13.000 Scheidsrechter: Espen Berntsen (NOR) |
| 13 oktober EK-kwalificatie № 104 «onderlinge duels» 20:30 uur | Euzebiusz Smolarek 55' Euzebiusz Smolarek 64' Euzebiusz Smolarek 65' |       | 20' Dmitri Bjakov | Stadion Wojska Polskiego, Warschau Toeschouwers: 13.000 Scheidsrechter: Espen Berntsen (NOR) |

|                                                               |                     |       |                                            |                                                                                  |
| 17 oktober EK-kwalificatie № 105 «onderlinge duels» 20:00 uur | Kazachstan          | 1 – 2 | Portugal                                   | Centraal Stadion, Almaty Toeschouwers: 25.000 Scheidsrechter: Jan Wegereef (NED) |
| 17 oktober EK-kwalificatie № 105 «onderlinge duels» 20:00 uur | Dmitri Bjakov 90+5' |       | 84' Ariza Makukula 90+1' Cristiano Ronaldo | Centraal Stadion, Almaty Toeschouwers: 25.000 Scheidsrechter: Jan Wegereef (NED) |

|                                                                |         |                      |            |                                                                                    |
| 21 november EK-kwalificatie № 106 «onderlinge duels» 19:00 uur | Armenië | 0 – 1                | Kazachstan | Hanrapetakan Stadion, Jerevan Toeschouwers: 8.000 Scheidsrechter: Bruno Faye (FRA) |
| 21 november EK-kwalificatie № 106 «onderlinge duels» 19:00 uur |         | 64' Sergei Ostapenko |            | Hanrapetakan Stadion, Jerevan Toeschouwers: 8.000 Scheidsrechter: Bruno Faye (FRA) |

|                                                                |                             |       |            |                                                                                   |
| 24 november EK-kwalificatie № 107 «onderlinge duels» 18:00 uur | Servië                      | 1 – 0 | Kazachstan | Stadion Partizan, Belgrado Toeschouwers: 400 Scheidsrechter: Kyros Vassaras (GRE) |
| 24 november EK-kwalificatie № 107 «onderlinge duels» 18:00 uur | Sergei Ostapenko 79' (e.d.) |       |            | Stadion Partizan, Belgrado Toeschouwers: 400 Scheidsrechter: Kyros Vassaras (GRE) |

### 2008
|                                                       |              |       |            |                                                                                        |
| 3 februari Vriendschappelijk № 108 «onderlinge duels» | Azerbeidzjan | 0 – 0 | Kazachstan | Futbol Sahalarimiz, Antalya Toeschouwers: 1.500 Scheidsrechter: Mustafa Abitoğlu (TUR) |
| 3 februari Vriendschappelijk № 108 «onderlinge duels» |              |       |            | Futbol Sahalarimiz, Antalya Toeschouwers: 1.500 Scheidsrechter: Mustafa Abitoğlu (TUR) |

|                                                                 |            |                  |          |                                                                                |
| 6 februari Vriendschappelijk № 109 «onderlinge duels» 15:00 uur | Kazachstan | 0 – 1            | Moldavië | Titanic Stadion, Antalya Toeschouwers: 300 Scheidsrechter: Gerald Lehner (AUT) |
| 6 februari Vriendschappelijk № 109 «onderlinge duels» 15:00 uur |            | 13' Igor Bugaiov |          | Titanic Stadion, Antalya Toeschouwers: 300 Scheidsrechter: Gerald Lehner (AUT) |

|                                                     |                       |       |            |                                                                               |
| 26 maart Vriendschappelijk № 110 «onderlinge duels» | Armenië               | 1 – 0 | Kazachstan | Hoofdveld DOTO, Rotterdam Toeschouwers: 150 Scheidsrechter: Pieter Vink (NED) |
| 26 maart Vriendschappelijk № 110 «onderlinge duels» | Edgar Manucharian 62' |       |            | Hoofdveld DOTO, Rotterdam Toeschouwers: 150 Scheidsrechter: Pieter Vink (NED) |

|                                                             | |       |            |                                                                                  |
| 23 mei Vriendschappelijk № 111 «onderlinge duels» 17:00 uur | Rusland | 6 – 0 | Kazachstan | Lokomotiv Stadion, Moskou Toeschouwers: 9.500 Scheidsrechter: Oleg Orekhov (UKR) |
| 23 mei Vriendschappelijk № 111 «onderlinge duels» 17:00 uur | Pavel Pogrebnjak 26' (pen.) Vladimir Bystrov 45+1' Konstantin Zyrjanov 59' Dinijar Biljaletdinov 85' (pen.) Dmitri Torbinski 89' Dmitri Sytsjov 90' |       |            | Lokomotiv Stadion, Moskou Toeschouwers: 9.500 Scheidsrechter: Oleg Orekhov (UKR) |

|                                                             |                                                            |       |            |                                                                                         |
| 27 mei Vriendschappelijk № 112 «onderlinge duels» 19:00 uur | Montenegro                                                 | 3 – 0 | Kazachstan | Stadion Pod Goricom, Podgorica Toeschouwers: 9.000 Scheidsrechter: Abby Toussaint (LUX) |
| 27 mei Vriendschappelijk № 112 «onderlinge duels» 19:00 uur | Radomir Đalović 15' Nikola Drinčić 21' Radomir Đalović 45' |       |            | Stadion Pod Goricom, Podgorica Toeschouwers: 9.000 Scheidsrechter: Abby Toussaint (LUX) |

|                                                                |                                                              |       |         |                                                                                     |
| 20 augustus WK-kwalificatie № 113 «onderlinge duels» 21:00 uur | Kazachstan                                                   | 3 – 0 | Andorra | Centraal Stadion, Almaty Toeschouwers: 7.700 Scheidsrechter: Veaceslav Banari (MDA) |
| 20 augustus WK-kwalificatie № 113 «onderlinge duels» 21:00 uur | Sergei Ostapenko 14' Sergei Ostapenko 30' Roman Oezdenov 44' |       |         | Centraal Stadion, Almaty Toeschouwers: 7.700 Scheidsrechter: Veaceslav Banari (MDA) |

|                                                                |                                                  |       |            |                                                                                        |
| 6 september WK-kwalificatie № 114 «onderlinge duels» 20:15 uur | Kroatië                                          | 3 – 0 | Kazachstan | Maksimir Stadion, Zagreb Toeschouwers: 17.424 Scheidsrechter: Stefan Johannesson (SWE) |
| 6 september WK-kwalificatie № 114 «onderlinge duels» 20:15 uur | Niko Kovač 13' Luka Modrić 36' Mladen Petrić 81' |       |            | Maksimir Stadion, Zagreb Toeschouwers: 17.424 Scheidsrechter: Stefan Johannesson (SWE) |

|                                                                 |                      |       |                                                                  |                                                                                 |
| 10 september WK-kwalificatie № 115 «onderlinge duels» 20:00 uur | Kazachstan           | 1 – 3 | Oekraïne                                                         | Centraal Stadion, Almaty Toeschouwers: 17.000 Scheidsrechter: Felix Brych (GER) |
| 10 september WK-kwalificatie № 115 «onderlinge duels» 20:00 uur | Sergei Ostapenko 68' |       | 45' Serhij Nazarenko 54' Andrij Sjevtsjenko 80' Serhij Nazarenko | Centraal Stadion, Almaty Toeschouwers: 17.000 Scheidsrechter: Felix Brych (GER) |

|                                                               |                                                                                                   |       |                     |                                                                                  |
| 11 oktober WK-kwalificatie № 116 «onderlinge duels» 17:15 uur | Engeland                                                                                          | 5 – 1 | Kazachstan          | Wembley Stadium, Londen Toeschouwers: 89.107 Scheidsrechter: Paul Allaerts (BEL) |
| 11 oktober WK-kwalificatie № 116 «onderlinge duels» 17:15 uur | Rio Ferdinand 52' Aleksandr Kuchma 64' (e.d.) Wayne Rooney 76' Wayne Rooney 86' Jermain Defoe 90' |       | 68' Zhambyl Kukeyev | Wembley Stadium, Londen Toeschouwers: 89.107 Scheidsrechter: Paul Allaerts (BEL) |

### 2009
|                                                                  |         |                                         |            |                                                                                      |
| 11 februari Vriendschappelijk № 117 «onderlinge duels» 17:00 uur | Estland | 0 – 2                                   | Kazachstan | Mardan Sports Complex, Antalya Toeschouwers: 200 Scheidsrechter: Hüseyin Göçek (TUR) |
| 11 februari Vriendschappelijk № 117 «onderlinge duels» 17:00 uur |         | 28' Roeslan Baltiev 81' Roeslan Baltiev |            | Mardan Sports Complex, Antalya Toeschouwers: 200 Scheidsrechter: Hüseyin Göçek (TUR) |

|                                                            |                   |       | |                                                                               |
| 1 april WK-kwalificatie № 118 «onderlinge duels» 20:30 uur | Kazachstan        | 1 – 5 | Wit-Rusland                                                                                          | Centraal Stadion, Almaty Toeschouwers: 19.000 Scheidsrechter: Jiří Jech (CZE) |
| 1 april WK-kwalificatie № 118 «onderlinge duels» 20:30 uur | Rinat Abdulin 10' |       | 48' Aljaksandr Hleb 54' Timofei Kalachev 57' Ihar Stasevich 64' Timofei Kalachev 88' Vitali Rodionov | Centraal Stadion, Almaty Toeschouwers: 19.000 Scheidsrechter: Jiří Jech (CZE) |

|                                                           |            |                                                                               |          |                                                                                        |
| 6 juni WK-kwalificatie № 119 «onderlinge duels» 21:00 uur | Kazachstan | 0 – 4                                                                         | Engeland | Centraal Stadion, Almaty Toeschouwers: 24.000 Scheidsrechter: Kristinn Jakobsson (ISL) |
| 6 juni WK-kwalificatie № 119 «onderlinge duels» 21:00 uur |            | 40' Gareth Barry 45+1' Emile Heskey 72' Wayne Rooney 77' (pen.) Frank Lampard |          | Centraal Stadion, Almaty Toeschouwers: 24.000 Scheidsrechter: Kristinn Jakobsson (ISL) |

|                                                            |                                           |       |                       |                                                                                         |
| 10 juni WK-kwalificatie № 120 «onderlinge duels» 20:00 uur | Oekraïne                                  | 2 – 1 | Kazachstan            | Valeri Lobanovsky Stadion, Kiev Toeschouwers: 11.500 Scheidsrechter: Bruno Paixão (POR) |
| 10 juni WK-kwalificatie № 120 «onderlinge duels» 20:00 uur | Serhij Nazarenko 33' Serhij Nazarenko 47' |       | 19' Tanat Nusserbayev | Valeri Lobanovsky Stadion, Kiev Toeschouwers: 11.500 Scheidsrechter: Bruno Paixão (POR) |

|                                                                |                   |       |                                                                         |                                                                                    |
| 9 september WK-kwalificatie № 121 «onderlinge duels» 20:00 uur | Andorra           | 1 – 3 | Kazachstan                                                              | Comunal, Andorra la Vella Toeschouwers: 510 Scheidsrechter: Albert Toussaint (LUX) |
| 9 september WK-kwalificatie № 121 «onderlinge duels» 20:00 uur | Óscar Sonejee 70' |       | 14' Sergej Chizjnitsjenko 29' Roeslan Baltiev 35' Sergej Chizjnitsjenko | Comunal, Andorra la Vella Toeschouwers: 510 Scheidsrechter: Albert Toussaint (LUX) |

|                                                               |                                                                                   |       |            |                                                                                                |
| 10 oktober WK-kwalificatie № 122 «onderlinge duels» 18:00 uur | Wit-Rusland                                                                       | 4 – 0 | Kazachstan | Regionaal Sportcomplex Brestsky, Brest Toeschouwers: 10.000 Scheidsrechter: Saïd Ennjimi (FRA) |
| 10 oktober WK-kwalificatie № 122 «onderlinge duels» 18:00 uur | Maksim Bardachov 23' Timofei Kalachev 69' Leonid Kovel 86' Timofei Kalachev 90+3' |       |            | Regionaal Sportcomplex Brestsky, Brest Toeschouwers: 10.000 Scheidsrechter: Saïd Ennjimi (FRA) |

|                                                               |                           |       |                                          |                                                                                   |
| 14 oktober WK-kwalificatie № 123 «onderlinge duels» 21:30 uur | Kazachstan                | 1 – 2 | Kroatië                                  | Astana Arena, Astana Toeschouwers: 10.250 Scheidsrechter: Claudio Circhetta (SUI) |
| 14 oktober WK-kwalificatie № 123 «onderlinge duels» 21:30 uur | Sergej Chizjnitsjenko 26' |       | 10' Ognjen Vukojević 90+3' Niko Kranjčar | Astana Arena, Astana Toeschouwers: 10.250 Scheidsrechter: Claudio Circhetta (SUI) |

KFF · A-internationals · Bondscoaches · Statistieken · Kazachs vrouwenelftal · Olympisch elftal · Kazachstan U21 · Kazachstan U20 · Kazachstan U19 · Kazachstan U18 · Kazachstan U17
1992 – 1999 · 2000 – 2009 · 2010 – 2019 · 2020 – 2029
1992 · 1993 · 1994 · 1995 · 1996 · 1997 · 1998 · 1999 · 2000 · 2001 · 2002 · 2003 · 2004 · 2005 · 2006 · 2007 · 2008 · 2009 · 2010 · 2011 · 2012 · 2013 · 2014 · 2015 · 2016 · 2017 · 2018 · 2019 · 2020 · 2021 · 2022 · 2023 ·
2024 · 2025
Albanië ·
Andorra ·
Armenië ·
Azerbeidzjan ·
Bahrein ·
België ·
Bosnië en Herzegovina ·
Bulgarije ·
Burkina Faso ·
China ·
Curaçao ·
Cyprus ·
Denemarken ·
Duitsland ·
Engeland ·
Estland ·
Faeröer ·
Finland ·
Frankrijk ·
Georgië ·
Griekenland ·
Hongarije · 
Ierland ·
IJsland ·
Irak ·
Iran ·
Japan ·
Jordanië ·
Kirgizië ·
Koeweit ·
Kroatië ·
Laos ·
Letland ·
Libanon ·
Libië ·
Liechtenstein ·
Litouwen ·
Litouwen ·
Luxemburg ·
Malta ·
Moldavië ·
Montenegro ·
Nederland ·
Nepal ·
Noord-Ierland ·
Noord-Korea ·
Noord-Macedonië ·
Noorwegen ·
Oekraïne ·
Oezbekistan ·
Oman ·
Oostenrijk ·
Pakistan ·
Palestina ·
Polen ·
Portugal ·
Qatar ·
Roemenië ·  
Rusland ·
San Marino ·
Saoedi-Arabië ·
Schotland ·
Servië ·
Singapore ·
Slovenië ·
Slowakije ·
Syrië ·
Tadzjikistan ·
Thailand ·
Tsjechië ·
Turkmenistan ·
Turkije ·
Verenigde Arabische Emiraten ·
Vietnam ·
Wales ·
Wit-Rusland ·
Zuid-Korea ·
Zweden
AFC-zone: Afghanistan · Australië · Bahrein · Bangladesh · Bhutan · Brunei · Cambodja · China · Filipijnen · Guam · Hongkong · India · Indonesië · Iran · Irak · Japan · Jemen · Jordanië · Koeweit · Kirgizië · Laos · Libanon · Macau · Maleisië · Maldiven · Mongolië · Myanmar · Nepal · Noord-Korea · Oezbekistan · Oman · Oost-Timor · Pakistan · Palestina · Qatar · Saoedi-Arabië · Singapore · Sri Lanka · Syrië · Tadzjikistan · Taiwan · Thailand · Turkmenistan · Verenigde Arabische Emiraten · Vietnam · Zuid-Korea

CAF-zone: Algerije · Angola · Benin · Botswana · Burkina Faso · Burundi · Centraal-Afrikaanse Republiek · Comoren · Congo-Brazzaville · Congo-Kinshasa · Djibouti · Egypte · Equatoriaal-Guinea · Eritrea · Ethiopië · Gabon · Gambia · Ghana · Guinee · Guinee-Bissau · Ivoorkust · Kaapverdië · Kameroen · Kenia · Lesotho · Liberia · Libië · Madagaskar · Malawi · Mali  ·Mauritanië · Mauritius · Marokko · Mozambique · Namibië · Niger · Nigeria · Oeganda · Rwanda · Sao Tomé en Principe · Senegal · Seychellen · Sierra Leone · Soedan · Somalië · Swaziland · Tanzania · Togo · Tsjaad · Tunesië · Zambia · Zimbabwe · Zuid-Afrika

CONCACAF-zone: Amerikaanse Maagdeneilanden · Anguilla · Antigua en Barbuda · Aruba · Bahama's · Barbados · Belize · Bermuda · Britse Maagdeneilanden · Canada · Kaaimaneilanden · Costa Rica · Cuba · Dominica · Dominicaanse Republiek · El Salvador · Frans Guyana · Grenada · Guadeloupe · Guatemala · Guyana · Haïti · Honduras · Jamaica · Martinique · Mexico · Montserrat · 
Nicaragua · Panama · Puerto Rico · Saint Kitts en Nevis · Saint Lucia · Saint Vincent en de Grenadines · Sint Maarten · Suriname · Trinidad en Tobago · Turks- en Caicoseilanden · Verenigde Staten

CONMEBOL-zone: Argentinië · Bolivia · Brazilië · Chili · Colombia · Ecuador · Paraguay · Peru · Uruguay · Venezuela

OFC-zone: Amerikaans-Samoa · Cookeilanden · Fiji · Nieuw-Caledonië · Nieuw-Zeeland · Papoea-Nieuw-Guinea · Samoa · Salomoneilanden · Tahiti · Tonga · Vanuatu

UEFA-zone: Albanië · Andorra · Armenië · Azerbeidzjan · België · Bosnië en Herzegovina · Bulgarije · Cyprus · Denemarken · Duitsland · Engeland · Estland · Faeröer · Finland · Frankrijk · Georgië · Griekenland · Hongarije · IJsland · Ierland · Israël · Italië · Kazachstan · Kroatië · Letland · Liechtenstein · Litouwen · Luxemburg · Macedonië · Malta · Moldavië · Montenegro · Nederland · Noord-Ierland · Noorwegen · Oekraïne · Oostenrijk · Polen · Portugal · Roemenië · Rusland · San Marino · Schotland · Servië · Servië en Montenegro · Slovenië · Slowakije · Spanje · Tsjechië · Turkije · Wales · Wit-Rusland · Zweden · Zwitserland